# 伏图
伏图（？—508年），郁久闾氏，自号佗汗可汗一作他汗可汗，為亞洲蒙古一帶古國柔然的第十任君主。
佗汗可汗是那盖之子，於506年立為可汗，並改元始平。506年、508年两次派纥奚勿六拔到北魏通和，进献貂裘，被魏宣武帝拒绝。508年率兵西征高车，在蒲类海（今新疆巴里坤湖）北大战，击败高車王彌俄突，彌俄突西逃三百余里，率兵到达伊吾北山。听说北魏将领孟威率军至，撤退。在途中，於蒲类海遭彌俄突所殺。

## 家族

### 妻
- 候吕陵氏

### 子嗣
- 豆罗伏跋豆伐可汗丑奴
- 俟匿伐
- 敕连头兵豆伐可汗阿那瓌
- 祖惠
- 乙居伐，520年9月，俟力发示发叛乱，阿那瓌战败，和弟弟乙居伐轻骑南逃归北魏[1]
- 塔寒，西魏文帝以北魏孝武帝时舍人元翌之女为化政公主，嫁给了阿那瓌的兄弟塔寒[2]
- 秃突佳